# Ferdinand Berthoud
Pour les articles homonymes, voir Berthoud (homonymie).
Ferdinand Berthoud, né le 18 mars 1727 à Plancemont-sur-Couvet (Principauté de Neuchâtel, Royaume de Prusse) et mort à Groslay le 20 juin 1807, est un horloger et chercheur neuchâtelois. Il accède à la maîtrise d’horloger à Paris en 1753. Celui qui occupa la position d’Horloger Mécanicien du Roi et de la Marine, laisse une œuvre d’une ampleur exceptionnelle, notamment dans le domaine des chronomètres de marine. Ferdinand Berthoud est aussi depuis 2007 une marque rachetée par Chopard et qui produit depuis 2016 des montres de haute horlogerie,, en l’honneur de l’éminent maître-horloger.

## Biographie

### Apprentissage
Ferdinand Berthoud naît dans le hameau de Plancemont (Principauté de Neuchâtel, alors partie du Royaume de Prusse) le 18 mars 1727 dans une famille de notables et d’horlogers-penduliers.
En 1741, à seulement 14 ans, Berthoud commence un apprentissage de pendulier chez son frère Jean-Henry à Couvet et reçoit une solide instruction scientifique. Le 13 avril 1745, Ferdinand Berthoud termine sa formation et reçoit une attestation d’apprentissage d’horloger-pendulier.

### Maîtrise
En 1745, Ferdinand Berthoud, âgé de 18 ans, s’installe à Paris pour se perfectionner chez les maîtres horlogers de la capitale ; il travaille entre autres chez Pierre Le Roy (1717-1785), qui deviendra son concurrent. Le 4 décembre 1753, par un arrêt du Conseil d’État, par faveur spéciale du souverain, en contradiction avec les règlements corporatifs, Berthoud reçoit le titre de maître horloger.
En 1755, Berthoud se voit confier la rédaction d'une série d'articles sur l’horlogerie pour l’Encyclopédie de Diderot.

### Voyages à Londres
En 1763, Berthoud, Étienne Camus (1699-1768) et Lalande (1732-1807) sont désignés par le Roi pour aller étudier à Londres l’horloge marine H4 de John Harrison (1693-1776).
Harrison leur présente ses modèles H1, H2 et H3, contre une récompense de 500 livres mais refuse de montrer la fameuse H4, la plus aboutie. Berthoud profite néanmoins de ce voyage pour s'introduire dans les milieux scientifiques anglais et se faire élire le 16 février 1764 « membre associé étranger » de la Royal Society.
En 1764, l'Académie charge deux de ses membres, Duhamel du Monceau (1700-1782) et Jean Chappe (1728-1769) de mettre à l’épreuve en mer, la montre marine n° 3 de Berthoud. Ce dernier apporte personnellement la montre à Brest et assiste à l’épreuve, sur la frégate L’Hirondelle.
En 1765, Berthoud entreprend un second voyage à Londres, pour rencontrer Harrison par l’intermédiaire de Heinrich von Brühl (1700-1763), ministre de Saxe, mais essuie un nouveau refus : Harrison exige la somme rédhibitoire de 4.000 livres pour présenter la description de sa montre. C’est finalement l’horloger anglais Thomas Mudge (1715-1794) qui lui décrit le principe de fonctionnement de la montre H4, sans la lui montrer physiquement.

### Horloger mécanicien du Roi et de la Marine

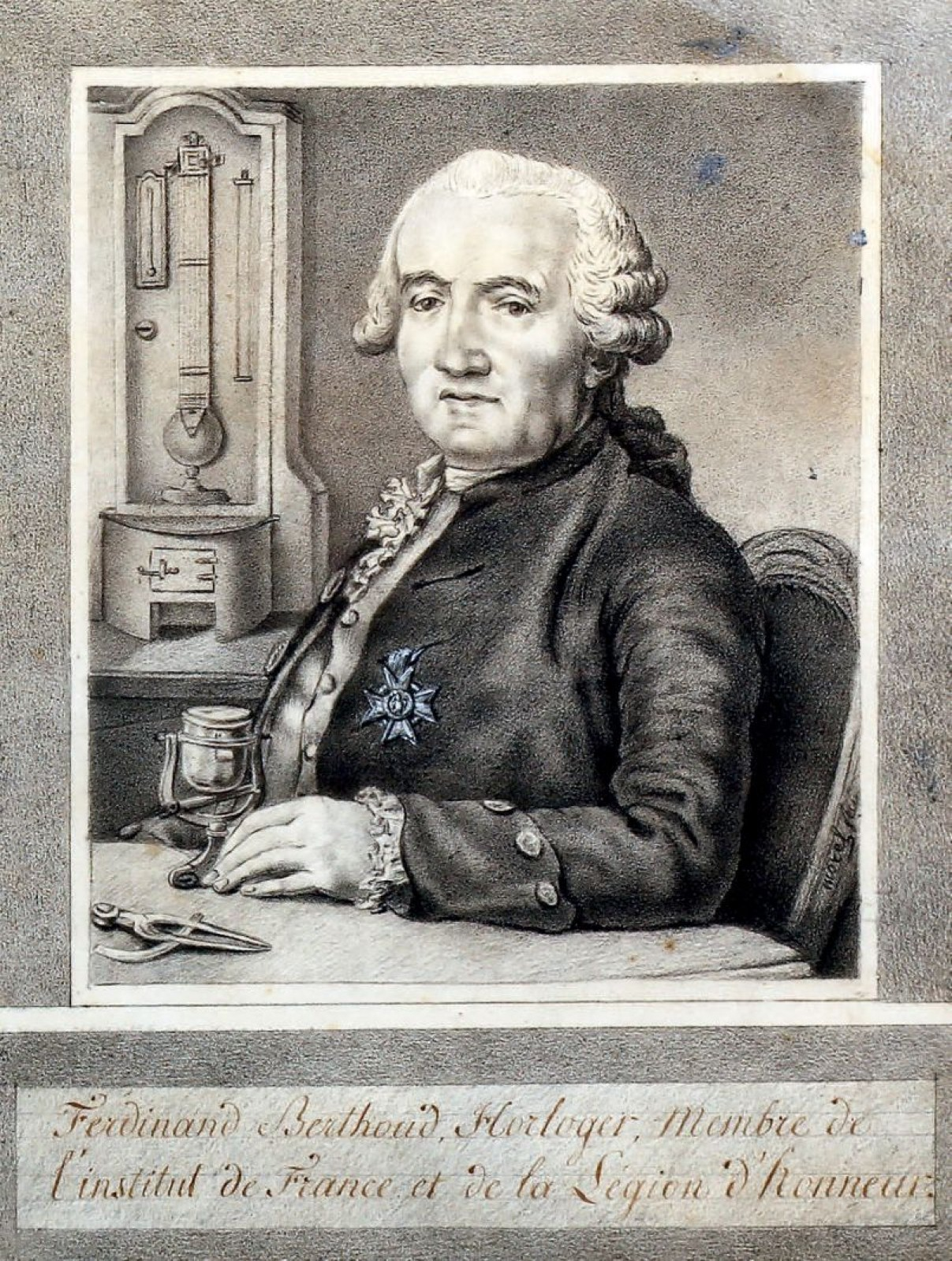
Ferdinand Berthoud

Le 7 mai 1766, Berthoud adresse un mémoire au Ministre de la Marine - Choiseul - exposant ses projets d'horloges marines n° 6 et n° 8, selon la technique anglaise et assortie de deux revendications : une pension de 3.000 livres en compensation de son travail passé sur les précédentes horloges marines et en prévision des frais estimés pour la réalisation des deux nouvelles, et le titre d'horloger mécanicien du Roi et de la Marine. Le 24 juillet 1766, le Roi accepte de financer le projet de construction des deux horloges marines.
Le 3 novembre 1768, pour s'assurer de la qualité et de l'efficacité des nouvelles montres marines, Choiseul charge Fleurieu (1738-1810) et Pingré (1711-1796) de les éprouver sur la corvette L’Isis lors d’un voyage aller-retour de Rochefort à Saint-Domingue. Les horloges traversent avec succès les épreuves de ce voyage long de 10 mois.
En 1769, Berthoud fait venir à Paris, de Couvet (Principauté de Neuchâtel), son neveu Pierre-Louis (dit Louis) Berthoud (1754-1813) pour prolonger sa formation d'horloger et le seconder dans la construction et l’entretien des horloges marines qu’il fournit aux Marines française et espagnole.
Le 1er avril 1770, fort du succès des horloges marines n° 6 et n° 8, Ferdinand Berthoud reçoit le brevet d’Horloger Mécanicien du Roi et de la Marine, une pension annuelle de 3.000 livres et la charge de l’inspection de la construction des horloges marines. Il reçoit une commande royale de 20 horloges marines qui seront rapidement embarquées lors de diverses campagnes maritimes, d'exploration et de cartographie.

### Membre résident de l'Institut national

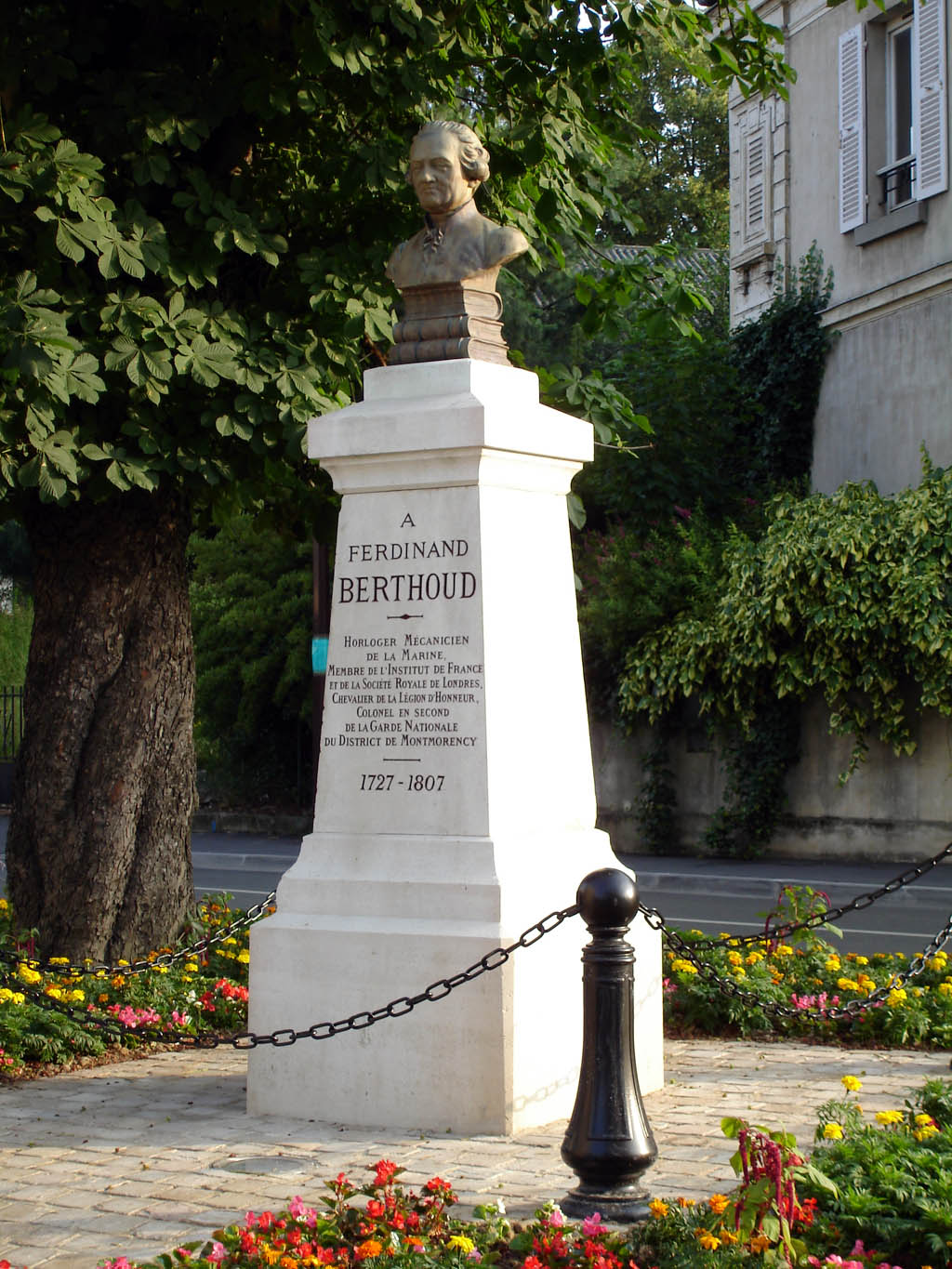
Buste de Ferdinand Berthoud, à Groslay.

Berthoud est élu en 1795 membre résident de la première classe à la section des Arts Mécaniques de l’Institut National. Depuis la Révolution, Berthoud, installé au Louvre et pensionné de l’État, ne cesse de travailler à ses horloges et continue à veiller à l'entretien des horloges marines. Cependant, et avant tout, il réserve du temps à la rédaction de son ouvrage le plus important : Histoire de la Mesure du temps (1802).
Le 17 juillet 1804, Berthoud reçoit de Napoléon le titre de Chevalier de la Légion d’honneur en tant que membre de l’Institut.
Le 20 juin 1807, Ferdinand Berthoud décède à Groslay, dans l'actuel département du Val-d'Oise. Il y est enterré et on y trouve son buste, depuis 1907, place Ferdinand Berthoud. Ferdinand étant resté sans enfants, ce sont les fils de Louis, Jean-Louis Berthoud (1793-1880) et Charles-Auguste Berthoud (1798-1876), qui reprennent la production, signant désormais leurs instruments «Berthoud Frères».
Il avait épousé en premières noces, en 1764, Henriette Chatry de La Fosse (1731-1774), sœur du chevalier Pierre-Jacques-Samuel Chatry-Lafosse (1737-1714), puis en secondes noces, en 1782, Marie-Adélaïde Dumoustier (1758-1807), sœur du général-comte Pierre Dumoustier (1771-1831),.

## Travaux
En 1752, Berthoud propose au jugement de l’Académie royale des sciences une pendule à équation, prouvant  sa maîtrise. Les académiciens Charles Étienne Louis Camus et Pierre Bouguer rédigent un rapport élogieux sur son travail.
Berthoud dépose à l’Académie royale des sciences divers plis cachetés. Le 20 novembre 1754, il dépose le projet d’une machine pour mesurer le temps sur mer, qui ne sera jamais publié. Il s’agit de son premier projet d’horloge marine. Le pli ne sera ouvert qu’en 1976 par le Président de l’Académie.
Le 13 décembre 1760, Ferdinand Berthoud dépose à l’Académie Royale des Sciences un Mémoire sur les principes de construction d’une Horloge de Marine, l'Horloge Marine n° 1, dont la construction sera achevée début 1761. Il y adjoindra un complément, déposé le 28 février 1761. L’horloge sera exposée en avril 1763 à l’Académie Royale des Sciences.

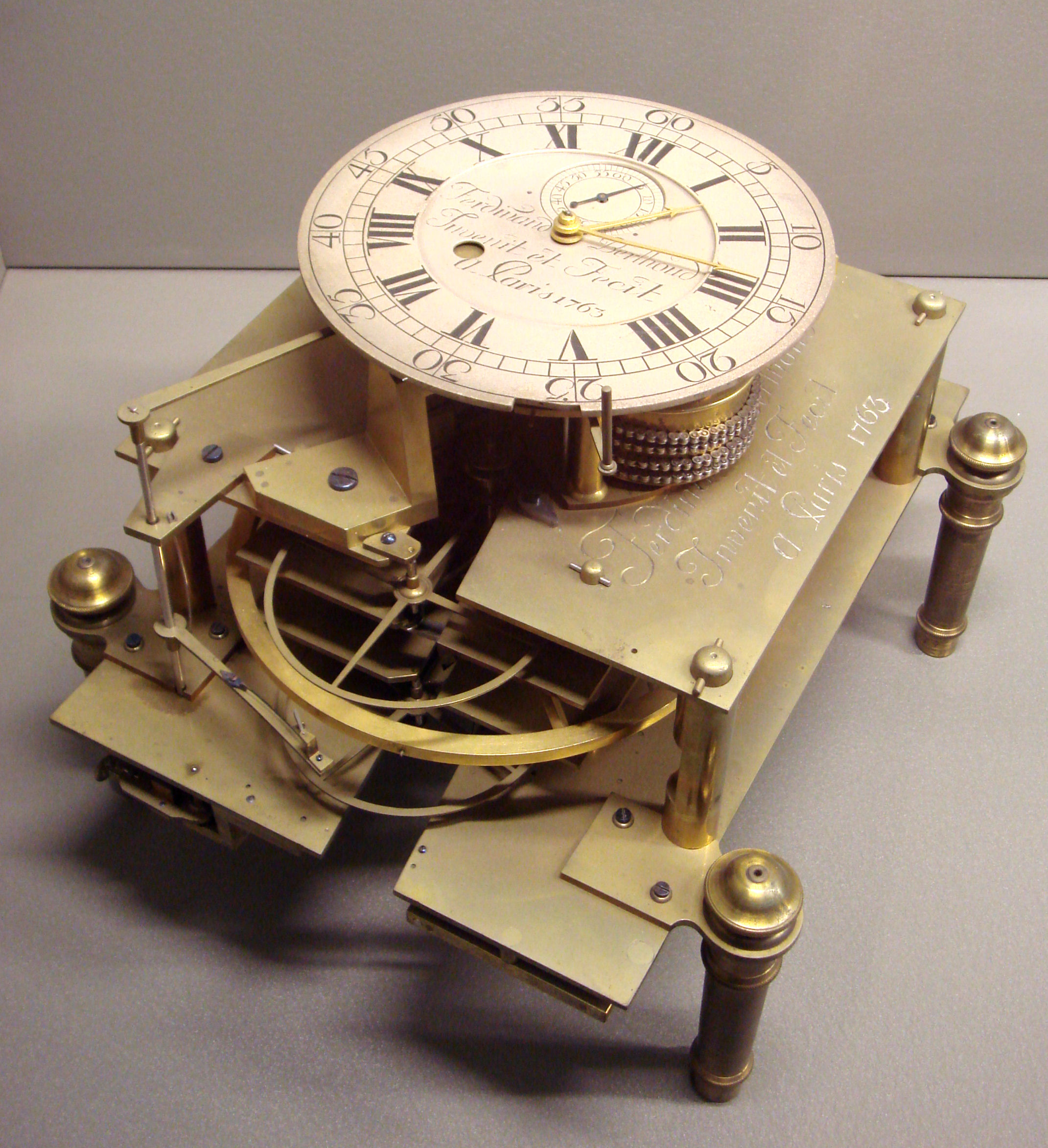
Chronomètre de marine n° 4535 de Breguet, incluant des éléments de Berthoud

En 1754, L’Académie des Sciences approuve une montre et une pendule à équation de Ferdinand Berthoud.
L’année 1763 marque un tournant dans la carrière de Berthoud, désormais liée aux progrès de la navigation maritime. L’Académie des sciences en est, une fois de plus, le témoin et le soutien : l’horloger fait ouvrir deux plis déposés en 1760 et 1761. Ils décrivent l’horloge marine No 1. Le 29 août suivant, Ferdinand Berthoud dépose encore un pli relatif à la « construction d’une montre marine… ».
Ses projets faisant l’objet de requêtes détaillées rythment son activité. Il proposera ainsi la construction de deux horloges marines le 7 mai 1766. Il s’agit des No 6 et 8 conservées au Musée des arts et métiers. Après leur expérimentation réussie, Ferdinand Berthoud reçoit le « Brevet d’horloger Méchanicien du Roi et de la Marine ayant l’inspection de la construction des Horloges marines8 » le 1er avril 1770.
Berthoud a non seulement participé au perfectionnement de l’horlogerie mais il a aussi promu l’usage d’horloges de précision dans les sciences de son temps, contribuant ainsi à leur progrès. Il est le seul horloger qui ait publié intégralement le résultat de ses recherches de façon méthodique et détaillée. Doué d’un véritable esprit d’ingénieur-scientifique et d’une force de travail hors du commun, Berthoud est, de tous les horlogers de son époque, celui qui réalisa le plus grand nombre d’expériences.
Ferdinand Berthoud laisse une œuvre d’une ampleur exceptionnelle, tant dans le domaine des chronomètres de marine, des montres et pendules décoratives, des outils spécialisés, des instruments de mesure scientifique que de l’édition, ayant publié des dizaines d’ouvrages et mémoires spécialisés, représentant plus de 4000 pages et 120 planches gravées.
Les titres, les privilèges, les témoignages de reconnaissance qui jalonnent sa carrière, entre le règne de Louis XV et le premier Empire, puis les hommages, les études qui marquent sa fortune critique jusqu’à nos jours reflètent l’importance de sa place dans la longue quête de l’exactitude.

## Dans les collections publiques
- Montre à automates, 1er quart du XIXè siècle, argent, acier, ciselé et émail, diamètre 57mm, musée du Nouveau Monde, La Rochelle[26]

## Publications

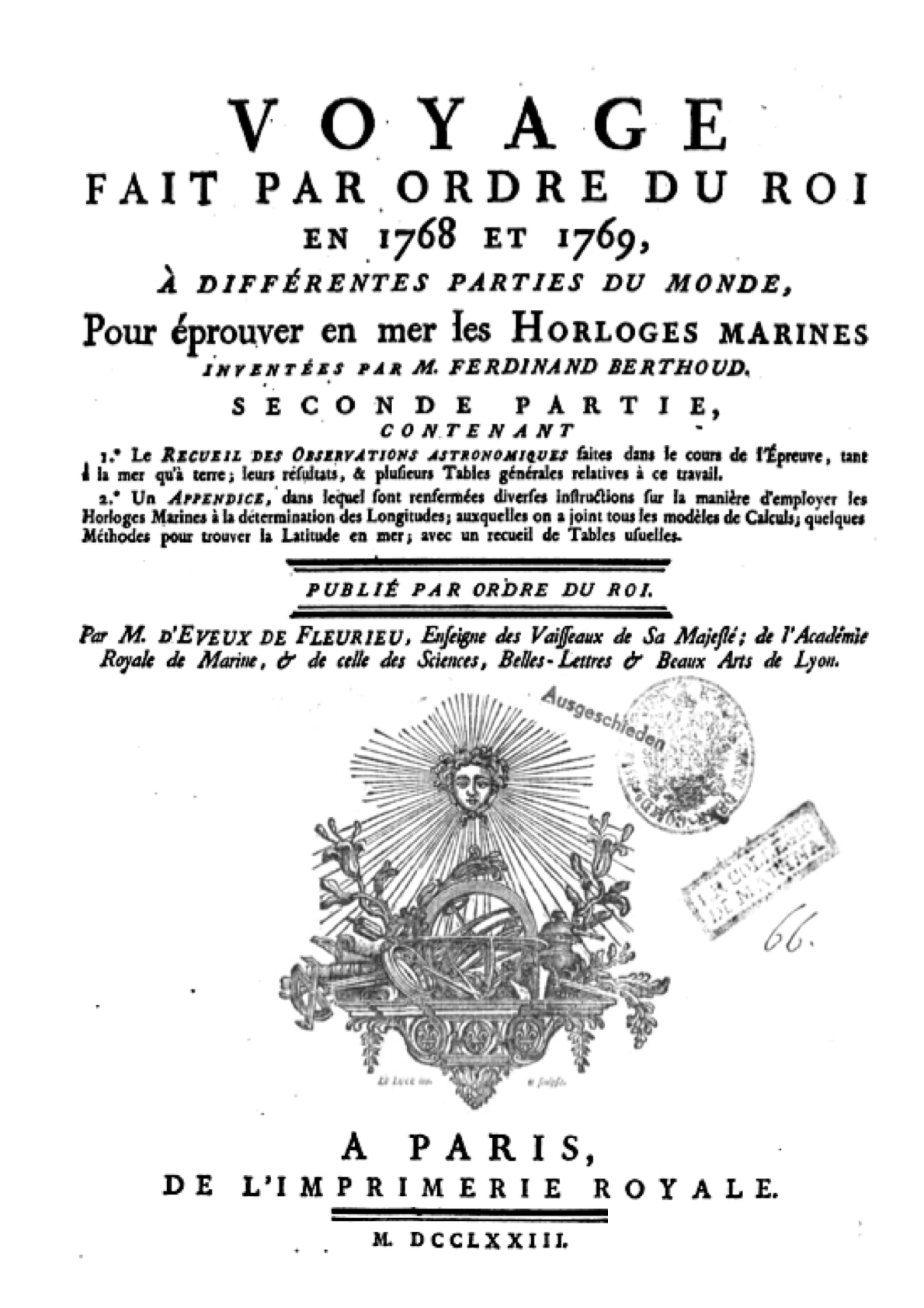
Voyage fait par ordre du roi en 1768 et 1769 à différentes parties du monde pour éprouver en mer les Horloges marines inventées par M. Ferdinand Berthoud

En marge de son travail d'horloger, Berthoud a cherché, tout au long de sa carrière, à diffuser le savoir en matière d'horlogerie.
En témoignent, sa collaboration à l’Encyclopédie et son premier ouvrage de vulgarisation, publié en 1759 - L’Art de conduire et de régler les pendules et les montres, à l’usage de ceux qui n’ont aucune connaissance d’horlogerie.
Porté par un excellent accueil, il publie en 1763, un volumineux traité de vulgarisation, Essai sur l’horlogerie, dans lequel on traite de cet art relativement à l’usage civil, à l’astronomie et à la navigation, en établissant des principes confirmés par l’expérience qui rencontrera également un grand intérêt et sera traduit et réédité à plusieurs reprises aux XVIIIe et XIXe siècles.
En 1773, Berthoud publie le Traité des horloges marines contenant la théorie, la construction, la main-d’œuvre de ces machines et la manière de les éprouver, pour parvenir par leur moyen, à la rectification des cartes marines et à la détermination des longitudes en mer (Lire en ligne). Ce traité est une première, car il expose tous les éléments permettant de construire une horloge marine. Par cet exposé, Berthoud  légitime ses travaux, notamment vis-à-vis de ses concurrents dans la recherche de la longitude en mer, tels Harrison ou Pierre Le Roy.
- 1773, Éclaircissemens sur l’invention, la théorie, la construction, et les épreuves des nouvelles machines proposées en France, pour la détermination des longitudes en mer par la mesure du temps (lire en ligne).
- 1775, Les longitudes par la mesure du temps ou méthode pour déterminer les longitudes en mer avec le secours des horloges marines, suivie du recueil des tables nécessaires au pilot pour réduire les observations relatives à la longitude et à la latitude (lire en ligne. Rééd. en 1785.
- 1787, De la mesure du temps ou Supplément au traité des horloges marines et à l’Essai sur l’horlogerie, contenant les principes d’exécution, de construction et d’épreuves des petites horloges à longitudes et l’application des mêmes principes de construction aux montres de poche, ainsi que plusieurs construction d’horloges astronomiques (Lire en ligne). Trad. allemande en 1798.
- 1792, Traité des montres à longitudes contenant la construction, la description & tous les détails de main-d’œuvre de ces Machines ; leurs dimensions, la manière de les éprouver, etc..
- 1796, Suite du Traité des montres à longitudes, contenant : 1° la construction des montres verticales portatives, 2° la description et les épreuves des petites horloges horizontales plus simples et plus portatives pour servir dans les plus longues traversées. (lire en ligne.
- 1802, Histoire de la mesure du temps par les horloges, 2 tomes (lire en ligne le tome premier, le tome second. Voir un autre exemplaire ici.
- 1807, Supplément au Traité des montres à Longitudes avec appendice contenant la notice ou indication des principales recherches ou Des travaux faits par Ferdinand Berthoud sur divers parties des machines qui mesurent le temps depuis 1752 à 1807. Rééd. 1816 et 1838.

## Exposition
- Ferdinand Berthoud, horloger du Roi, Musée international d'horlogerie de La Chaux-de-Fonds, 1984.
- Ferdinand Berthoud, horloger du Roi, Musée national de la Marine, 17 janvier 1985 - 17 mars 1985.

Les travaux de Ferdinand Berthoud sont par ailleurs exposés de façon permanente entre autres au CNAM (Paris), en Suisse au MIH et au British Museum (Londres).

## Anecdote
Ferdinand Berthoud est mentionné dans les Tontons flingueurs lorsque le père d'Antoine Delafoy demande la main de la « nièce » de Fernand. Celui-ci voit une horloge dans le salon et s'exclame « ohhhh! fin XVIIIe, de Ferdinand Berthoud ».

## Décorations
- Chevalier de la Légion d'honneur en 1804[27]